# Johannes Baptist Weber
Johann Baptist Weber (* 29. August 1526 in Memmingen; † 23. April 1584 in Wien) war ein deutscher Jurist und amtierte zeitweise als Reichsvizekanzler.

## Leben
Er war Sohn des Arztes Otto Cyriak Weber und dessen Frau Clara. Er studierte beide Rechte an der Universität Ingolstadt und der Universität Bologna. Im Jahr 1548 promovierte er. Weber war in erster Ehe mit Anna Rentz verheiratet. Diese war Tochter von Konrad Rentz, der als Kanzler des Hochstifts Augsburg fungierte. Weber lehrte von 1549 bis 1558 an der Universität Ingolstadt, an der er die Ämter des Dekans der Juristischen Fakultät, Rektors und Prorektors bekleidete. In zweiter Ehe war er ab 1533 mit Sybilla Langenmantel verheiratet. Diese stammte aus dem Augsburger Patriziergeschlecht Langenmantel.
Kurze Zeit amtierte er 1558/59 als Kanzler des Herzogtums Bayern in Landshut. Danach gehörte er dem Reichshofrat an. Er war in Wien Vertreter des gesundheitlich angeschlagenen Reichsvizekanzlers Georg Sigmund Seld und übernahm die meisten seiner Aufgaben. In den Jahren 1563/64 war er alleiniger Reichsvizekanzler. Das Amt war verbunden mit der Leitung der österreichischen Hofkanzlei.
Obzwar Weber in seinem Amte nicht entfernt den Eifer seiner Vorgänger Seld oder Zasius an den Tag legte, verstand er es doch sehr gut, seine Stellung materiell auszunützen und scheute nicht davor zurück, für amtliche Dienste sehr bedeutende Geldsummen anzunehmen. Das größte Geschäft machte er bei der Erhebung Herzog Cosimos von Medici zum Großherzog von Toskana. 1576 sagte man ihm nach, dass er durch derartige Geschenke ein Vermögen von mehr als 100.000 Gulden erworben habe.
Nach dem Tod seiner Schwiegermutter 1566 erbte er zudem ein beträchtliches Vermögen. Er kaufte einen Freihof mit dem Dorf Bisamberg und ließ dort das neue Schloss Bisamberg bauen. 1573 erwarb er für 44.888 fl. die Herrschaft Retz, die er von Kaiser Maximilian, zunächst als Pfandinhaber, erhielt. Außerdem besaß er den Markt Krumbach und Hyrbin an der Lach in der Markgrafschaft Burgau.
Er wurde 1568 in den niederösterreichischen Ritterstand als Ritter von Retz aufgenommen. Neben anderen amtierte er zwischen 1570 und 1577 weiter als Reichsvizekanzler. Nach Überwindung einer lebensgefährlichen Krankheit trat er 1577 zurück, gehörte aber noch bis 1583 dem Geheimen Rat an. Als geheimer Rat fungierte er mit einem Jahresgehalt von 1500 fl.

## Nachkommen
Sein gleichnamiger Sohn (1555–1591) diente zur selben Zeit dem Kaiser als Reichshofrat. Seine Tochter Ursula war mit dem späteren Reichsvizekanzler Jacob Kurz von Senftenau verheiratet.
Sein Enkel Johann Baptist Weber (III.), seit 1618 zum Reichshofrat ernannt, erhielt 1622 den Freiherren-Titel. Die geadelte Familie mit Stammsitz in Bisamberg (nördlich von Wien) starb mit ihm 1643 in der dritten Generation im Mannesstamm aus, hatte also keinen männlichen Erben, der den Titel weiterführen konnte.